# Cyprus-Israel Optical System
Cyprus-Israel Optical System (CIOS) es un sistema de cable de telecomunicaciones submarino en el Mar Mediterráneo que une Chipre e Isarel.
Tiene puntos de amarre en:
- Ayia Napa (en griego: Αγία Νάπα), Chipre
- Nahariya (hebreo: נַהֲרִיָּה), Israel

Tiene una capacidad de transmisión de diseño de 622 Mbit/s y una longitud total de cable de 250 km. Comenzó a funcionar el 11 de abril de 1994.